# Beryl McBurnie
 (mars 2021).
Beryl Eugenia McBurnie née le 2 novembre 1913 et morte le 30 mars 2000, était une danseuse trinidadienne. Elle fonde le Little Carib Theatre (en) et fait la promotion de la culture et de l'art des Trinité-et-Tobago. Elle a contribué à promouvoir la légitimité culturelle de la Trinité-et-Tobago qui, en fin de compte, armerait son peuple pour gérer son indépendance psychologiquement et sainement.[réf. souhaitée] McBurnie a consacré sa vie à la danse.

## Jeunesse
À l'âge de huit ans, elle est invitée à réciter le Sycomore pour un concert de charité dans le quartier. Peu de temps après, elle rassemble les enfants du quartier pour former un groupe qui présenterait des concerts. Beryl McBurnie a commencé à danser lorsqu'elle était enfant, se produisant régulièrement dans des danses et des pièces de théâtre à l'École de filles Tranquility de Port-d'Espagne.

## Carrière musicale

### Début
Dans sa jeunesse, elle interprétait des reel écossais, des jigs et d'autres danses folkloriques britanniques que le professeur lui a enseignées. Même si elle appréciait leur beauté, elle aspirait à plus. À l'adolescence, elle a décidé de se concentrer sur la promotion des émotions du peuple, ce qui, dans certains cas, a donné un aperçu de l'histoire et du mode de vie des gens ordinaires.

### Évolution
En quittant l'école des filles Tranquility, McBurnie est devenue enseignante et a profité de cette occasion pour participer aux activités parascolaires entourant la préparation des concerts scolaires, des productions de théâtre et des opérettes. Elle a dansé à chaque occasion qui se présentait et jouait au piano et l'utilisation de la voix.

### Enseignante
Après ses études, elle enchaine des formations au Mausica Teachers' College qui précède à sa carrière d'enseignante à Port-d'Espagne.
Passionnée de la danse, elle poursuit sa carrière rêvée dans la danse folklorique après avoir effectué des représentations avec le folkloriste principal de Trinidad, Andrew Carr.
Elle fait revivre de nombreuses mélodies et danses folkloriques qui auraient été perdues pour Trinité-et-Tobago.
En 1938, elle s'inscrit au Teachers College de l'université Columbia à New York et étudie la danse avec la pionnière Martha Graham. McBurnie a également travaillé avec le danseur et chorégraphe moderne américain Charles Weidman, la chorégraphe afro-américaine Katherine Dunham, et a étudié l'eurythmie avec Elisa Findlay une élève d' Émile Jaques-Dalcroze.
McBurnie a également enseigné la danse trinidadienne au New Dance Group et a été la première personne à promouvoir la danse primitive et caribéenne. 
En 1938, lorsque Katherine Dunham arriva à New York en provenance de Chicago, McBurnie lui enseigna en privé les rythmes et les danses des Antilles. Au cours de ces sessions, elle lui a enseigné les chants rituels du Shango de Trinidad et des danses telles que le bongo, une danse interprétée lors de veillées mortuaires, et le kalinda, une danse entre deux personnes utilisant un bâton dans une mise en scène de combat.
En 1940, McBurnie a profité d'un bref retour à Trinidad. Elle a présenté A Trip Through the Tropics à l'Empire Theatre de Port-d'Espagne. McBurnie a combiné des danses caribéennes et brésiliennes avec des interprétations de New York et des danses modernes, interprétées sur la musique de Wagner, Beethoven et Bach, devant un public bondé.
Elle est revenue à New York en 1941 et y est restée jusqu'en 1945. Pendant ce temps, elle a commencé à enseigner des cours de danse antillaise et elle a organisé le matériel dans un ensemble éducatif mais attrayant qu'elle a utilisé dans une série de démonstrations de conférences et de récitals de conférence. 
Elle a également dansé et chanté avec Sam Manning et son ensemble, dans la production des seuls "soundies" calypso connus, des extraits de films réalisés pour des juke-box de films situés dans des restaurants et des bars. Elle est devenue une enseignante populaire au New Dance Group, où, en 1942, Pearl Primus était étudiante. Primus, comme Katherine Dunham, a étudié la danse antillaise avec McBurnie et a rejoint le groupe, qui est apparu dans divers lieux à New York. 
En 1941, McBurnie prit le nom de pseudonyme "La Belle Rosette" et se produisit professionnellement sous ce nom de scène. La philanthrope Louise Crane, alors jeune agente théâtrale, lui a réservé pour se produire à des "concerts de café" au Museum of Modern Art. La poète Hilda Doolittle a écrit une critique très positive de son émission de «concert de café». Après ses performances "coffee concert", "La Belle Rosette" s'est produite à la Brooklyn Academy of Music et au 92nd Street Y (en) aux côtés des danseuses américaines Doris Humphrey et Martha Graham. En juin 1942, McBurnie remplaça Carmen Miranda dans la revue musicale à succès de Broadway Sons o 'Fun au Winter Garden Theatre. Une critique de sa performance dans la voix populaire de New York, une journaliste a écrit «Belle Rosette, la talentueuse interprète trinidadienne qui devait jouer le rôle de Carmen Miranda dans l'émission à succès Son O'Fun ... Dimanche soir, qu'elle a «ce qu'il faut» - dans le jargon de Broadway. 
Entre 1942 et 1945, McBurnie a fait plusieurs apparitions dans des endroits tels que Hunter College, Henry Street Settlement Playhouse à New York, Madison Square Garden, The Village Gate et City College of New York.  Pendant ce temps, elle a également effectué deux autres périodes d'études à Columbia, où elle a étudié les arts dramatiques, la peinture, la musique et d'autres cours d'arts créatifs qu'elle considérait importants pour son travail. L'année suivante, elle a fait une apparition au cinéma avec le chanteur trinidadien Sam Manning à Quarry Road.

## Création du Little Carib Theatre
McBurnie a quitté les États-Unis en 1945 au plus fort de sa popularité à New York pour devenir professeur de danse au ministère de l'Éducation du gouvernement de Trinité-et-Tobago en 1945. En 1948, elle créa la première compagnie permanente de danse folklorique et de théâtre à Trinidad. Son premier spectacle était Bele avant le carnaval 1948 à son théâtre Little Carib nouvellement ouvert à Woodbrook, Port d'Espagne. Paul Robeson a posé la pierre angulaire du bâtiment lors d'une visite des Caraïbes en 1948. Parmi les nombreux faits saillants de son travail de cette période, il y avait Talking Drums ; Carnival Bele, dans lequel le ballet j'ouvert dansait sur un steel band; Ballet du sucre ; Croisière dans les Caraïbes ; et Parang . Elle est considérée comme l'une des ancêtres de la musique de Parang.
Dans les années 1960, le travail de la Little Carib Dance Company avait été reconnu et célébré à l'étranger, se produisant lors d'événements tels que le Festival des arts des Caraïbes à Porto Rico en 1952, les célébrations du tricentenaire de la Jamaïque en 1955 et l'ouverture du Parlement fédéral de Toronto en avril 1958. En fait, la célébration au Canada en 1958 influencerait la façon dont la culture caribéenne était comprise au Canada. Ses performances au Canada ont aidé à ouvrir la voie au festival Caribana du Canada dans les années 1960. En 1965, le bâtiment Little Carib, qui n'était plus sûr à Port-d'Espagne, a dû être fermé et a été reconstruit en trois ans. Cependant, la troupe de danse permanente s'était dissoute et McBurnie a plutôt concentré ses énergies sur l'enseignement des enfants.

## Reconnaissance et réussite
En 1950, McBurnie a été nommé directrice de la danse au Département de l'éducation. Le British Council l'a envoyée faire une tournée de danse en Angleterre et en Europe. En 1959, elle a été nommée OBE et en 1969, elle a reçu la médaille d'or Hummingbird de Trinité-et-Tobago. En 1976, l'université des Antilles lui a décerné le doctorat honorifique en droit et en Amérique en 1978, elle a été honorée avec Katharine Dunham et Pearl Primus au Gala du vingtième anniversaire du théâtre Alvin Ailey. En 1989, McBurnie a reçu la Trinity Cross, la plus haute distinction nationale à Trinité-et-Tobago alors, pour la promotion des arts. Elle est décédée le 30 mars 2000.